# Fox Island (Pierce County, Washington)
Fox Island ist eine Insel in Pierce County, Bundesstaat Washington.
Fox Island liegt etwa 8 km südlich von Gig Harbor im Puget Sound. Benannt wurde die Insel durch Charles Wilkes zu Ehren von J.L. Fox, einem Assistenzarzt der die United States Exploring Expedition begleitete.

## Geographie
Die Gewässer rundum Fox Island werden von Anglern, Muschelsuchern, Tauchern und kleineren Booten genutzt. Wassersportler nutzen hauptsächlich die Bootrampe auf der Nordseite der Insel.
Tanglewood Island liegt nördlich von Fox Island in der Hale Passage.

### Geographische Lage
Fox Island liegt im Puget Sound, südlich der Gig Harbor Halbinsel.
Auf der Nordseite befindet sich eine Brücke über die Hale Passage, die Fox Island mit der Gig Harbor Halbinsel verbindet. Im Südwesten wird Fox Island durch das Carr Inlet von Mc Neil Island und Anderson Island (Washington)|Anderson Island getrennt.

### Klima
Fox Island liegt in der gemäßigten Zone. Generell herrscht ein gemäßigtes Klima mit feuchten Wintern und angenehmen Sommertemperaturen vor, wobei durchaus 30 °C erreicht und überschritten werden. Das Klima wird hauptsächlich vom Pazifischen Ozean bestimmt und bringt ergiebige Winterniederschläge hervor. Als Teil des pazifischen Nordwestens findet sich der berühmte Regen auch hier, aber in geringerem Ausmaß als gemeinhin angenommen.
|                        | Jan   | Feb   | Mär   | Apr  | Mai  | Jun  | Jul  | Aug  | Sep  | Okt  | Nov   | Dez   |   |       |
| Mittl. Temperatur (°C) | 5     | 6     | 8     | 11   | 14   | 16   | 19   | 19   | 16   | 12   | 8     | 5     | ⌀ | 11,6  |
| Mittl. Tagesmax. (°C)  | 8     | 10    | 13    | 16   | 19   | 22   | 24   | 25   | 22   | 16   | 11    | 8     | ⌀ | 16,2  |
| Mittl. Tagesmin. (°C)  | 2     | 2     | 4     | 6    | 8    | 11   | 13   | 13   | 11   | 7    | 4     | 2     | ⌀ | 6,9   |
|                        |       |       |       |      |      |      |      |      |      |      |       |       |   |       |
| Niederschlag (mm)      | 136,7 | 112,8 | 106,2 | 72,9 | 51,1 | 40,1 | 21,8 | 21,1 | 36,1 | 86,1 | 154,9 | 149,6 | Σ | 989,4 |

| 2 |

| 2 |

| 4 |

| 6 |

| 8 |

| 11 |

| 13 |

| 13 |

| 11 |

| 7 |

| 4 |

| 2 |

| 2 |

| 2 |

| 4 |

| 6 |

| 8 |

| 11 |

| 13 |

| 13 |

| 11 |

| 7 |

| 4 |

| 2 |

| N i e d e r s c h l a g | 136,7 | 112,8 | 106,2 | 72,9 | 51,1 | 40,1 | 21,8 | 21,1 | 36,1 | 86,1 | 154,9 | 149,6 |
|                         | Jan   | Feb   | Mär   | Apr  | Mai  | Jun  | Jul  | Aug  | Sep  | Okt  | Nov   | Dez   |

## Geschichte
1792 wurde Fox Island durch den Entdecker Peter Puget waehrend der Vancouver Expedition entdeckt.
Während des Puget-Sound-Krieges wurden in etwa 500 Ureinwohner von der Insel vertrieben. Das amerikanische Militär versuchte 1865 Chief Leschi, Häuptling des Nisqually Volkes, auf Fox Island zu gefangen zu nehmen, was misslang.
Gleich nach Ende des Krieges siedelten die ersten Weißen auf Fox Island. 1908 gab es etwa 60 Häuser auf Fox Island. 1954 wurde die Brücke on Fox Island über die Hale Passage zur Gig Harbor Halbinsel fertiggestellt. Die Bevölkerung wuchs 1956 auf 120 heran. Bei der Volkszählung im Jahr 2000 wurden 2803 Einwohner gezählt. Fox Island wird vielfach als wohlhabender Vorort von Gig Harbor betrachtet.

### Religionen
Es gibt zwei Kirchen auf Fox Island, die Fox Island United Church of Christ und die Fox Island Alliance Church.

### Einwohnerentwicklung
Bei der Volkszählung im Jahr 2000 wurden 2803 Einwohner gezählt. Das Pro-Kopf-Einkommen beträgt nach Angaben der Volkszählung von 2000 32.533 US-Dollar.

## Politik
Fox Island wird von der Stadt Gig Harbor verwaltet.

## Kultur und Sehenswürdigkeiten

### Museen
1959 wurde das erste Museum durch die Fox Island Historical Society eröffnet, 1980 zog das Museum an den heutigen Standort an der 9th Avenue um.

### Bauwerke
- The Nichols Community Center, 1987 in das National Register of Historic Places aufgenommen[5]
- Chapel on Echo Bay[6]
- Fox Island School

### Parks
- Fox Island Nature Center[7]

## Wirtschaft und Infrastruktur

### Verkehr
Fox Island ist über die Washington State Route 16 und Interstate 5 an das Fernstraßennetz angebunden. Der örtliche Flughafen in Gig Harbor und die Zuganbindungen in Tacoma bieten weitere Verkehrsmittel.

### Öffentliche Einrichtungen
- Fox Island Feuerwehr
- Fox Island Mutual Water Association
- Fox Island Post Office

### Bildung
Fox Island gehört zum Peninsula School District und unterhält keine eigene Schulen.

## Persönlichkeiten
Persönlichkeiten, die vor Ort gewirkt haben
- Dixy Lee Ray (1914–1994), Gouverneurin
- Sidney Rittenberg (1921–2019), Dolmetscher und Gelehrter